# Bézique
Bézique, även stavat besick, är ett ursprungligen franskt kortspel för två spelare. En kortlek med 64 kort används, bestående av två vanliga fransk-engelska kortlekar där alla tvåor till och med sexor tagits bort. 
Spelet går ut på att samla poäng, dels genom att bilda kombinationer av kort på handen, dels genom att ta hem det sista sticket samt stick som innehåller ess och tior. Spelarna får i given åtta kort var. Resten av korten bildar en talong, från vilken spelarna kompletterar sina händer efter varje spelat stick. De poänggivande kombinationerna utgörs av kung och dam i samma färg, spader dam i par med ruter knekt, fem trumfkort i följd samt vissa fyrtal. 

## Varianter
Bézique kan med vissa tilläggsregler även spelas av tre eller fyra deltagare. I varianten rubicon bézique, för två spelare, används en kortlek bestående av 128 kort (fyra kortlekar utan tvåor till och med sexor), och i varianten kinesisk bézique en lek med inte mindre än 192 eller till och med 256 kort. 